# Fédération Autonome Culture
 (octobre 2024).
La Fédération Autonome Culture est une fédération primaire de la FGAF. Créée en 1989 au sein du ministère de la Culture et de la Communication, elle regroupe notamment le SMESAC, le SAMIC et le SACP. Elle a son siège au Musée d'Orsay.
Le secrétaire général de la Fédération Autonome Culture est Félix Guion-Firmin, technicien des services culturels (TSC) au Musée d'Orsay.

## Le SMESAC
Le syndicat des musées, établissements, services autonome culture, est un syndicat créé en février 1984 et affilié à la Fédération Autonome Culture en 1989.  Le SMESAC s’interdit en son sein et dans ses assemblées, toute discussion politique ou religieuse. 
Il n’est adhérent d’aucune organisation politique, philosophique ou religieuse, comme précisé dans l'article 4 de son statut. Dans l'article 5 du statut, le SMESAC définit, son rôle et sa démarche, dont le cadre se situe intrinsèquement dans l’action syndicale au sein des musées et établissements publics relevant du ministère de la Culture. Voici un extrait de cet article :
Article 5 
Le syndicat est l’instrument privilégié de la défense des intérêts moraux et matériels du monde du travail, il a pour but :
- de relever le niveau moral, matériel et économique du monde du travail relevant de son champ de syndicalisation.
- de conclure des accords salariaux portant sur les rémunérations, sur les conditions de travail et la protection des garanties sociales économiques de ses membres et d’une façon générale, des agents en activité ou retraités dans le cadre du ministère de la culture.
- de coordonner tous ses efforts en vue de resserrer les liens de solidarité dans le monde du travail  et de l’organiser pour lutter  contre toutes formes d’exploitation.
- défendre l’exercice des droits naturels de chaque agent relevant de son champ de syndicalisation dans les limites que lui détermine la loi (liberté d’expression, liberté d’opinion).
- de promouvoir en tous lieux et en toutes circonstances, l’éducation et la formation nécessaire au monde du travail.

Sur proposition du secrétaire général, le syndicat peut décider d’organiser des manifestations culturelles et sociales